# SMARTPHONE
SMARTPHONE은 2022년 8월 3일 발매된 최예나의 두 번째 EP이다.